# Emanuel Gross
Emanuel Gross (auch: Groß; * 13. Dezember 1868 in Punzau, Österreichisch Schlesien; † 7. Dezember 1928 in Děčín) war ein tschechoslowakischer Pomologe und Professor für Landwirtschaft an der deutschen königlich böhmischen landwirtschaftlichen Akademie in Tetschen-Liebwerd.

## Leben und Wirken
Nach dem Besuch der Staatlichen Realschule in Teschen studierte Gross an der Hochschule für Bodenkultur in Wien. Im Jahre 1895 wurde er als Professor für Pflanzenzucht an die Königlich Böhmische Landwirtschaftlichen Akademie Tetschen-Liebwerd  berufen. Gross befasste sich u. a. mit der Züchtung von Gemüsesamen und mit Hopfenanbau.
Nachdem die Landwirtschaftliche Hochschule Tetschen-Liebwerd im Jahr 1921 der Deutschen Technischen Hochschule (DTH) in Prag angegliedert wurde, wurde Gross Vorstand der landwirtschaftlichen Abteilung der DTH.
Er war Präsident des Obst- und Gartenbauvereins für das deutsche Elbetal in Böhmen.
Gross unternahm in der Zeit vom 17. August bis 7. Oktober 1904 eine Reise in die USA aus Anlass der Weltausstellung in St. Louis und verfasste einen Reisebericht über seine landwirtschaftlichen Reiseeindrücke aus dem Osten Nordamerikas.
Den Lehrstuhl für Pflanzenzucht hatte er bis zu seinem Tode inne. Gross starb im Alter von knapp 60 Jahren im Dezember 1928.

## Veröffentlichungen
- Grundregeln des Futterbaus, in Fühling's Landwirtschaftliche Zeitung, 23 Seiten, Leipzig 1897
- Der Hopfen in botanischer, landwirtschaftlicher und technischer Beziehung, sowie als Handelsware, Archiv für Landwirtschaft, Wien, 1899
- Hops in their botanical, agricultural and technical aspect and as an article of commerce; Translated from the German by Charles Salter; Verlag Scott, Greenwood & Co., London / D. van Nostrand Company, New York, 1900; (online)
- Landeinwärts durch Steiermark, in: Oesterreichisches landwirtschaftliches Wochenblatt, Wien, 1901
- Ueber den Wert der Quitte als Unterlage für Birnen, in: Oesterreichisches landwirtschaftliches Wochenblatt, Wien, 1901
- Züchtungsversuche mit Gerste, Selektion nach Korngewicht und Kraft der Mutterpflanze, Sonderabdruck aus der Zeitschrift für das landwirtschaftliche Versuchswesen in Oesterreich, Wien, 1901
- Die Haselnuß, ihre Kultur und wirtschaftliche Bedeutung, Verlag Paul Parey, Berlin 1902
- Ergebnisse eines dreijährigen Anbauversuches mit Dolkowskischen Kartoffelsorten,  Sonderabdruck aus „Fühlings landwirtschaftliche Zeitung,“ Stuttgart, 1902
- Die amerikanische Kuherbse, Cow-pea (Vigna Catiang) – Anbau- und Bodenimpfversuche.  Sonderabdruck aus der Oesterreich-Ungarischen Zeitschrift für Zuckerindustrie und Landwirtschaft, Wien, 1902
- Die Johannis- und Stachelbeere und deren wirtschaftliche Bedeutung. Bericht über die Tätigkeit des Obst- und Gartenbauvereines für das deutsche Elbetal in Böhmen im Vereinsjahr 1901, Aussig, 1902
- Ueber den Einfluß der künstlichen Düngemittel auf das Verhalten des Wassers im Boden; in: Zeitschrift für das landwirtschaftliche Versuchswesen in Deutschösterreich, VI. Jahrgang 1903, A. Hartleben’s Verlag, Wien und Leipzig 1903, S. 80–90, (online)
- Der gegenwärtige Stand des Obstbaues im deutschen Elbetal und im Mittelgebirge, 1904
- Der praktische Gemüsesamenbau; zugleich Anleitung zur Beurteilung und zum Erkennen der Gemüsesamen; Frankfurt an der Oder, 1904, Verlag von Trowitsch & Sohn, 174 Seiten
- Landwirtschaftliche Reiseeindrücke aus dem Osten von Nord-America; Bericht über meine Studienreise anlässlich der Weltausstellung in St. Louis, unternommen in der Zeit vom 17. August bis 7. October 1904, Tetschen a.E. 1905, Kommissionsverlag von Otto Henckel
- Der praktische Samenbau, Verlag Trowitzsch & Sohn, Frankfurt an der Oder, 1918